# Personal defense weapon
Personal defense weapon (PDW)  er et kompakt semi eller fuldautomatisk skydevåben, som minder meget om en maskinpistol, der affyrer en riffelpatron. 
Dette giver PDWen en længere rækkevidde, større præsition og en bedre gennemtræningskraft mod skudsikre veste end en maskinpistol der affyrer pistolpatroner.
En PDW kendes ofte ved at have en maskinpistols størrelse og en karabins gennemtrængningskraft.
PDWer anvendes ofte af chauffører eller livvagter der har brug for et kompakt våben, der stadig kan gennemtrænge en skudsikker vest.
Politiets Efterretningstjeneste anvender bl.a. Mp7. 